# 후쿠야마번 (빈고국)
후쿠야마 번(일본어: 福山藩 후쿠야마한[*])은 일본 에도 시대 빈고국(현 히로시마현 동부) 및 빗추국 남서부를 지배했던 번이다. 영지 규모는 10만 석으로 아베 마사히로가 번주였던 무렵에는 11만 석이 되었다. 번청은 지금의 후쿠야마시에 있는 후쿠야마성이다.

## 역대 번주
미즈노 가문
1. 미즈노 가쓰나리(水野勝成) 재위 1619년 ~ 1639년
2. 미즈노 가쓰토시(水野勝俊) 재위 1639년 ~ 1655년
3. 미즈노 가쓰사다(水野勝貞) 재위 1655년 ~ 1662년
4. 미즈노 가쓰타네(水野勝種) 재위 1663년 ~ 1697년
5. 미즈노 가쓰미네(水野勝岑) 재위 1697년 ~ 1698년

막부 직할령 1698년 ~ 1700년
오쿠다이라 마쓰다이라 가문
- 마쓰다이라 다다마사(松平忠雅) 재위 1700년 ~ 1710년

아베 가문
1. 아베 마사쿠니(阿部正邦) 재위 1710년 ~ 1715년
2. 아베 마사요시(阿部正福) 재위 1715년 ~ 1748년
3. 아베 마사스케(阿部正右) 재위 1748년 ~ 1769년
4. 아베 마사토모(阿部正倫) 재위 1769년 ~ 1803년
5. 아베 마사키요(阿部正精) 재위 1803년 ~ 1826년
6. 아베 마사야스(阿部正寧) 재위 1826년 ~ 1836년
7. 아베 마사히로(阿部正弘) 재위 1836년 ~ 1857년
8. 아베 마사노리(阿部正教) 재위 1857년 ~ 1861년
9. 아베 마사카타(阿部正方) 재위 1861년 ~ 1867년
10. 아베 마사타케(阿部正桓) 재위 1868년 ~ 1871년

## 같이 보기
- 폐번치현